# Spathius honshuensis
Spathius honshuensis är en stekelart som beskrevs av Sergey A. Belokobylskij 1998. Spathius honshuensis ingår i släktet Spathius och familjen bracksteklar. Inga underarter finns listade i Catalogue of Life.